# 萘啶酸
萘啶酸（商品名有Nevigramon、NegGram、Wintomylon等）是一种人工合成的喹诺酮类药物，分子式C12H12N2O3，其结构中带有1,8-萘啶。